# 奥 (布赖斯高-上黑林山县)
奥（發音：[aʊ] ⓘ）是德国巴登-符腾堡州弗赖堡行政区布赖斯高-上黑林山县的市镇，面积4平方千米，人口为人。